# Diócesis de Añatuya
La diócesis de Añatuya (en latín: Dioecesis Anatuyanensis) es una circunscripción eclesiástica de la Iglesia católica en Argentina. Se trata de una diócesis latina, sufragánea de la arquidiócesis de Tucumán. Desde el 16 de octubre de 2019 su obispo es José Luis Corral, de los Misioneros del Verbo Divino.

## Territorio y organización
La diócesis tiene 68 000 km² y extiende su jurisdicción sobre los fieles católicos de rito latino residentes en la provincia de Santiago del Estero en los departamentos de: Alberdi, Juan Felipe Ibarra, Copo, Belgrano, General Taboada y Moreno, además de la zona al este del río Salado en el departamento Figueroa. Es una de las 11 diócesis que integran la Región Pastoral del Noroeste.
La sede de la diócesis se encuentra en la ciudad de Añatuya, en donde se halla la Catedral de Nuestra Señora del Valle. 
En 2020 en la diócesis existían 24 parroquias.

## Historia
La diócesis de Añatuya fue erigida por el papa Juan XXIII el 10 de abril de 1961 mediante la bula In Argentina a partir de territorio perteneciente hasta entonces a la diócesis de Santiago del Estero. Su erección fue autorizada por la ley nacional n.°15 804 sancionada el 17 de mayo de 1961. 

A dioecesi quam diximus, has civiles regiones detrahimus, seu « Departamentos »: Copo, Alberdi, Matará, Moreno, General Taboada, Belgrano, et eam partem regionis Figueroa, quae ad orientem fluminis Salado sita est. Quas terras in dioecesis formam redigimus, Anatuyanensis appellandae, cuius fines erunt: ad septemtrionem, archidioecesis Saltensis ac dioecesis Resistenciae; ad orientem, dioeceses Resistenciae et Raphaëliensis, hodie erecta; ad occidentem, denique, et meridiem, dioecesis S. Iacobi de Estero, secundum cursum fluminis Salado. Novae dioecesis Sedes in urbe « Anatuya » collocabitur, cathedra vero Episcopi in templo S. Iosephi, Sponsi B. M. V., quod cathedralis dignitate honestabitur, cum iuribus congruis. Item et sacro Praesuli, cui dioecesis tradetur gubernanda, iura, honores, insignia damus sui gradus, impositis episcopalibus obligationibus. Anatuyanensis Ecclesia metropolitanae Sedi Tucumanensi erit suffraganea; similiter eius Antistes Metropolitae eiusdem Ecclesiae.
Parte de la bula In Argentina

Su primer obispo fue el siervo de Dios Jorge Gottau, sacerdote redentorista, quien tomó posesión el 1 de octubre de 1961 y estuvo al frente de la diócesis hasta el 19 de diciembre de 1992. Su lema episcopal era: «A Jesús por María». Gottau, a quien se le conoce como «el obispo de la promoción humana», fue obispo emérito hasta su muerte, el 24 de abril de 1994.
Adolfo Armando Uriona, sacerdote de los Hijos de la Divina Providencia que sigue el carisma de Luis Orione, fue ordenado obispo de la diócesis de Añatuya el 8 de mayo de 2004 en el Pequeño Cottolengo Argentino de Claypole, provincia de Buenos Aires, el 8 de mayo de 2004 por el arzobispo de Buenos Aires cardenal Jorge Mario Bergoglio. Tomó posesión de la diócesis el 29 de mayo de 2004 y se despidió de la misma el 11 de noviembre de 2014 al ser nombrado obispo de la diócesis de Río Cuarto por decisión del papa Francisco el 4 del mismo mes. En octubre de 2015 el papa designó como nuevo obispo de Añatuya a José Melitón Chávez, quien el 4 de diciembre del mismo año recibió la ordenación episcopal y tomó posesión de su nueva responsabilidad
La diócesis de Añatuya es una de las diócesis materialmente más pobres de la República Argentina, y su lucha contra la pobreza se convirtió progresivamente en emblemática dentro de ese país.
El 9 de noviembre de 1962, con la carta apostólica Quam mirum, el papa Juan XXIII proclamó a la Santísima Virgen María, conocida con el nombre de Nuestra Señora del Valle, como patrona principal de la diócesis, y a san José y a san Francisco Solano como patronos secundarios.

## Estadísticas
Según el Anuario Pontificio 2021 la diócesis tenía a fines de 2020 un total de 166 850 fieles bautizados.
| Año                                                                             | Población            | Población | Población      | Sacerdotes | Sacerdotes    | Sacerdotes    | Bautizados por sacerdote | Diáconos permanentes | Religiosos | Religiosos | Parroquias |
| Año                                                                             | Bautizados católicos | Total     | % de católicos | Total      | Clero secular | Clero regular | Bautizados por sacerdote | Diáconos permanentes | Varones    | Mujeres    | Parroquias |
| ------------------------------------------------------------------------------- | -------------------- | --------- | -------------- | ---------- | ------------- | ------------- | ------------------------ | -------------------- | ---------- | ---------- | ---------- |
| 1964                                                                            | 144 000              | 160 000   | 90.0           | 9          | 4             | 5             | 16 000                   |                      |            | 3          | 7          |
| 1970                                                                            | 144 000              | 166 000   | 86.7           | 17         | 11            | 6             | 8470                     |                      | 9          | 10         | 10         |
| 1976                                                                            | 166 000              | 180 000   | 92.2           | 23         | 9             | 14            | 7217                     |                      | 20         | 62         | 14         |
| 1980                                                                            | 153 800              | 171 000   | 89.9           | 32         | 9             | 23            | 4806                     | 3                    | 32         | 112        | 28         |
| 1990                                                                            | 174 000              | 182 000   | 95.6           | 36         | 18            | 18            | 4833                     |                      | 25         | 114        | 31         |
| 1999                                                                            | 92 125               | 108 703   | 84.7           | 35         | 20            | 15            | 2632                     |                      | 27         | 138        | 23         |
| 2000                                                                            | 105 207              | 123 007   | 85.5           | 38         | 23            | 15            | 2768                     |                      | 27         | 131        | 23         |
| 2001                                                                            | 105 463              | 121 539   | 86.8           | 33         | 20            | 13            | 3195                     |                      | 23         | 143        | 23         |
| 2002                                                                            | 114 993              | 137 331   | 83.7           | 37         | 23            | 14            | 3107                     |                      | 27         | 129        | 23         |
| 2003                                                                            | 120 210              | 138 372   | 86.9           | 39         | 26            | 13            | 3082                     |                      | 25         | 127        | 23         |
| 2004                                                                            | 120 721              | 138 920   | 86.9           | 33         | 23            | 10            | 3658                     |                      | 19         | 120        | 23         |
| 2006                                                                            | 130 059              | 147 084   | 88.4           | 34         | 24            | 10            | 3825                     |                      | 20         | 121        | 23         |
| 2012                                                                            | 136 600              | 154 400   | 88.5           | 32         | 23            | 9             | 4268                     |                      | 17         | 97         | 23         |
| 2015                                                                            | 180 044              | 214 415   | 84.0           | 36         | 24            | 12            | 5001                     |                      | 13         | 93         | 23         |
| 2018                                                                            | 166 171              | 208 640   | 79.6           | 34         | 23            | 11            | 4887                     |                      | 12         | 82         | 24         |
| 2020                                                                            | 166 850              | 210 100   | 79.4           | 34         | 22            | 12            | 4907                     |                      | 13         | 84         | 24         |
| Fuente: Catholic-Hierarchy, que a su vez toma los datos del Anuario Pontificio. |                      |           |                |            |               |               |                          |                      |            |            |            |

En 2016 la diócesis de Añatuya contaba además con: 311 iglesias y capillas, 6 seminaristas mayores, 1 santuario, 1 monasterio femenino, 5 casas de religiosos, 22 casas de religiosas y 24 centros educativos.

## Episcopologio

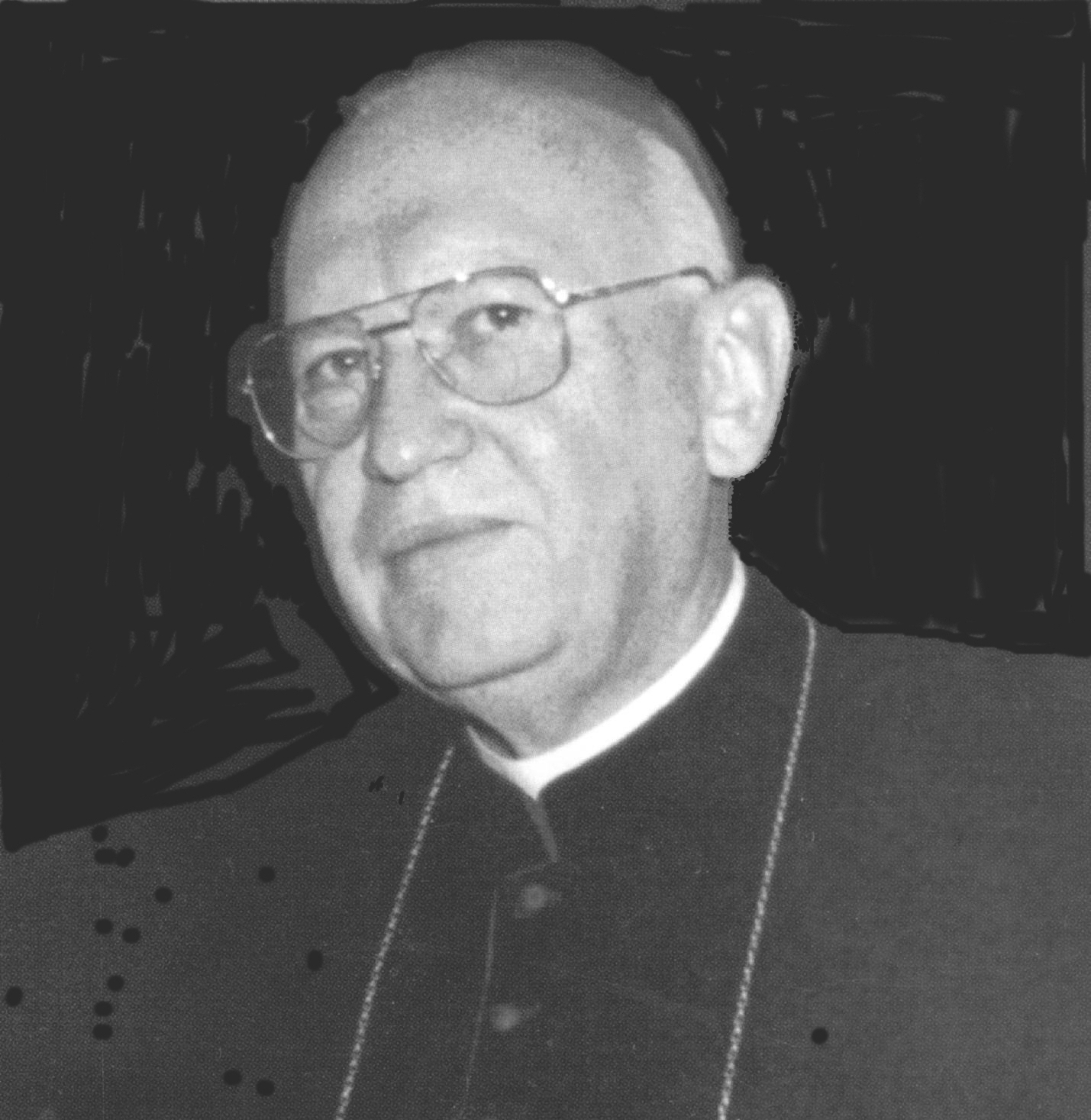
Jorge Gottau, primer obispo de la diócesis de Añatuya

- Jorge Gottau, C.SS.R. † (12 de junio de 1961-21 de diciembre de 1992 retirado)
- Antonio Juan Baseotto, C.SS.R. (21 de diciembre de 1992 por sucesión-8 de noviembre de 2002 nombrado ordinario militar del obispado castrense de Argentina)
- Adolfo Armando Uriona, F.D.P. (4 de marzo de 2004-4 de noviembre de 2014 nombrado obispo de Villa de la Concepción del Río Cuarto)
- José Melitón Chávez † (17 de octubre de 2015-16 de octubre de 2019 nombrado obispo coadjutor de la Santísima Concepción)[9]
- José Luis Corral, S.V.D., por sucesión desde el 16 de octubre de 2019

## Situación social de la diócesis de Añatuya
La diócesis abarca la zona más inhóspita de la provincia de Santiago del Estero y, que es una de las más yermas de Argentina, con una condición social de pobreza. La temperatura del aire con frecuencia supera los 40 °C. Numerosos bañados (que los lugareños llaman a veces «esteros») y lagunas acompañan el recorrido del río Salado del Norte, que puede causar inundaciones graves por el escurrimiento muy lento del agua. El agua potable constituye un tema crítico: muchos pobladores sólo pueden utilizar agua de lluvia, porque el agua subterránea suele poseer niveles de sodio y arsénico incompatibles con el consumo.
Los caminos fangosos y precarios suelen ser de difícil tránsito, lo cual conforma otro punto arduo y complejo que dificulta gravemente cualquier progreso. Por esta misma razón, y por las grandes distancias a recorrer con medios sumamente escasos, la atención médica es definitivamente exigua en relación con los males que aquejan a los pobladores de la diócesis. Abundan los padecimientos endémicos como la enfermedad de Chagas-Mazza, enfermedades gastrointestinales, parasitosis, enfermedades cardíacas, hepáticas y renales, etc., la mayoría como consecuencia de la desnutrición, de la falta de higiene personal, de la escasez de agua potable y de las condiciones desesperanzadoras en que se vive, independientemente de algunos esfuerzos encomiables que se realizan.
Parte de la gente de la diócesis vive en la pobreza extrema. Los niveles de desempleo y subempleo se encuentran entre los más elevados del país. A lo anterior se suma el problema educativo: la deserción escolar es alta.
El primer obispo de Añatuya, Gottau, se valió de los medios disponibles, tanto en ayuda por parte de otras regiones más prósperas de Argentina como del extranjero, para combatir la pobreza. Fue Gottau quien propuso la creación de la «Colecta Nacional "Más por Menos"». Esta colecta se efectúa anualmente y con creciente éxito en Argentina desde hace más de cuatro décadas, con el fin principal de paliar las carencias materiales de las diócesis más necesitadas, encabezadas por la de Añatuya. 
Gottau, declarado «siervo de Dios» por la Iglesia católica, es llamado hoy el «obispo de la promoción humana», y considerado un símbolo en la lucha contra la pobreza extrema.